# Zbelovo
Zbelovo – wieś w Słowenii, w gminie Slovenske Konjice. W 2018 roku liczyła 253 mieszkańców.